# Georgia O'Keeffe
Georgia O'Keeffe   (Sun Prairie, 15 de novembre de 1887 - Santa Fe, 6 de març de 1986) fou una artista estatunidenca d'art abstracte. És considerada una de les pintores més significatives del s.XX i una figura excepcional de l'art modern dels Estats Units.
És coneguda per les seves pintures de gran format d'elements naturals, especialment ossos i flors, les representacions dels gratacels de Nova York, i les pintures de paisatges del nord de Nou Mèxic. El seu estil barreja elements de l'art indígena nord-americà, el modernisme, l'art abstracte, l'art déco, el surrealisme i la fotografia. Es considera que la seva obra té un component significatiu d'erotisme femení.
La seva carrera artística s'estén al llarg de més de mig segle, entre el modernisme nord-americà primerenc i les tendències abstractes dels anys 50 i 60.
Va estudiar pintura a l'Institut d'Art de Chicago i en la Lliga d'Estudiants d'Art a Nova York, on va rebre el premi William Merritt Chase per una natura morta. Un cop acabats els estudis va treballar com a artista comercial i va exercir com a professora a Amarillo, Texas, el 1914, i el 1916 a Carolina del Sud. Durant aquest període va assistir a un curs d'estiu de la Universitat de Virgínia on va entrar en contacte amb les tesis artístiques d'Arthur Wesley Dow, que defensava les idees i els sentiments de l'artista per davant del realisme imitatiu. A partir de llavors O'Keeffe va començar a experimentar amb l'estil abstracte.
Posteriorment, un amic seu va mostrar alguns dels seus treballs a Alfred Stieglitz, fotògraf i amo d'una galeria d'art, que va quedar impressionat pel seu treball. Stieglitz va incloure deu treballs d'O'Keeffee en una exposició col·lectiva de l'any 1916, i l'any 1917 en va patrocinar una d'individual. L'any 1924 es van casar i Stieglitz va seguir promovent l'obra de l'artista fins a la seva mort.
Durant la dècada del 1920 O'Keefe va representar principalment la modernitat de l'estat nord-americà a través de les pintures de gratacels. L'estiu de 1929 va fer el primer viatge al nord de Nou Mèxic. Allà va descobrir tota una nova simbologia a través de les cultures natives americanes i hispanes de la regió. Durant les dues dècades següents, va passar la major part dels estius vivint i treballant a Nou Mèxic. Va establir-s'hi permanentment el 1949, tres anys després de la mort de Stieglitz.
Als anys 50 O'Keeffe va començar a viatjar internacionalment i d'aquesta època en destaquen les obres que evoquen els llocs que va visitar, com les muntanyes del Perú o el Mont Fuji. Al final de la seva trajectòria va pintar sobretot vistes dels núvols i del cel, emulant el que veia en els seus viatges en avió. Va pintar la seva última obra en solitari l'any 1972 a causa d'una degeneració macular. Durant aquesta última etapa va experimentar amb la terrissa.
La seva obra es compon de més d'un miler d'obres d'art, caracteritzades per una expressiva força cromàtica i una sensualitat encoberta.

## Primers anys
Filla d'Ida Totto O'Keeffe i Francis Calyxtus O'Keeffe, va néixer a Sun Prairie, Wisconsin, en una família de grangers. Allà on va passar els seus primers dotze anys conviuria amb paisatges que més endavant tindrien ressonància en la seva obra. Des de ben petita, va rebre classes de dibuix, conjuntament amb les seves germanes, en una escola de Sun Prairie.

### Formació
Amb quinze anys, la seva família es va traslladar a Williamsburg, Virgínia, al sud dels Estats Units, on es va formar a l'internat femení de Chatham. Va ser en aquesta institució on la seva professora d'art descobriria el seu talent i l'encoratjaria a estudiar pintura. Dos anys després es va matricular a l'Institut d'Art de Chicago, on les classes de dibuix de John Vanderpoel van efectuar una influència especial en ella, especialment els coneixements que va adquirir sobre composició del cos humà fent ús de la línia com a element de contorn. L'any 1906, però, els seus estudis es veurien interromputs en caure greument malalta de tifus.
A la tardor de 1907, es va traslladar a Nova York amb l'objectiu de prosseguir amb la seva formació a l'Art Students League, la institució artística més presigiosa d'aquell moment. Les classes de William Merritt Chase, un pintor estatunidenc impressionista, li van despertar l'interès per les textures vives i la materialitat del color. Tant a Chicago com a Nova York, les classes es basaven en l'historicisme de tradició europea i la còpia d'estils considerats com a mestres. L'únic contrapès al clima artístic novaiorquès, marcat pel conservadorisme, és la petita Galeria 291 del fotògraf Alfred Stieglitz, on es dedicaven exposicions a obres revolucionàries d'aquell moment com les de Matisse o Cézanne. O'Keeffe va visitar amb els seus companys una exposició de dibuixos d'Auguste Rodin a la galeria i hi aniria sovint a contemplar l'obra de Georges Braque, John Marin, Marsden Hardley, tots dos artistes estatunidencs contemporanis, i més endavant Pablo Picasso.
Malgrat rebre algunes distincions en la League, O'Keeffe no coincidia amb l'academicisme basat en la imitació que impartia l'escola. Aquest fet, sumat a les dificultats econòmiques que vivia, la va portar a deixar la pintura i treballar de dibuixant publicitària per diferents empreses.
La pintura va tornar a ocupar un paper central en la seva vida gràcies a un curs al qual va assistir a la Universitat de Virgínia, l'any 1912. Allà, es va formar en les tesis artístiques d'Arthur W. Dow, un pintor i pedadgog d'art nord-americà, de la mà d'Alon Bement, l'artista que impartia el curs. O'Keeffe es va interessar especialment en el principi de Dow que consisteix en assolir l'harmonia en tot el quadre gràcies a la disposició curosa i equilibrada dels elements de la composició: color, forma, línia, volum i espai. Aquell mateix any, O'Keeffe es va dedicar de forma extensa a l'estudi del tractat del pintor rus Vassili Kandinsky De l'espiritual en l'art, que acabava de ser traduït a l'anglès. La visió de l'art d'O'Keeffe es veurà llargament influenciada pels plantejaments de Kandinsky sobre els colors i les formes: el fet que ja no s'hagin de sotmetre al model de la natura, sinó als sentiments, al "món interior" de l'artista. O'Keeffe va fer seva la vinculació entre els postulats de Kandinsky i l'obra de Dove: la transcripció simbòlica d'experiències primigènies de forma abstracta.

## Carrera

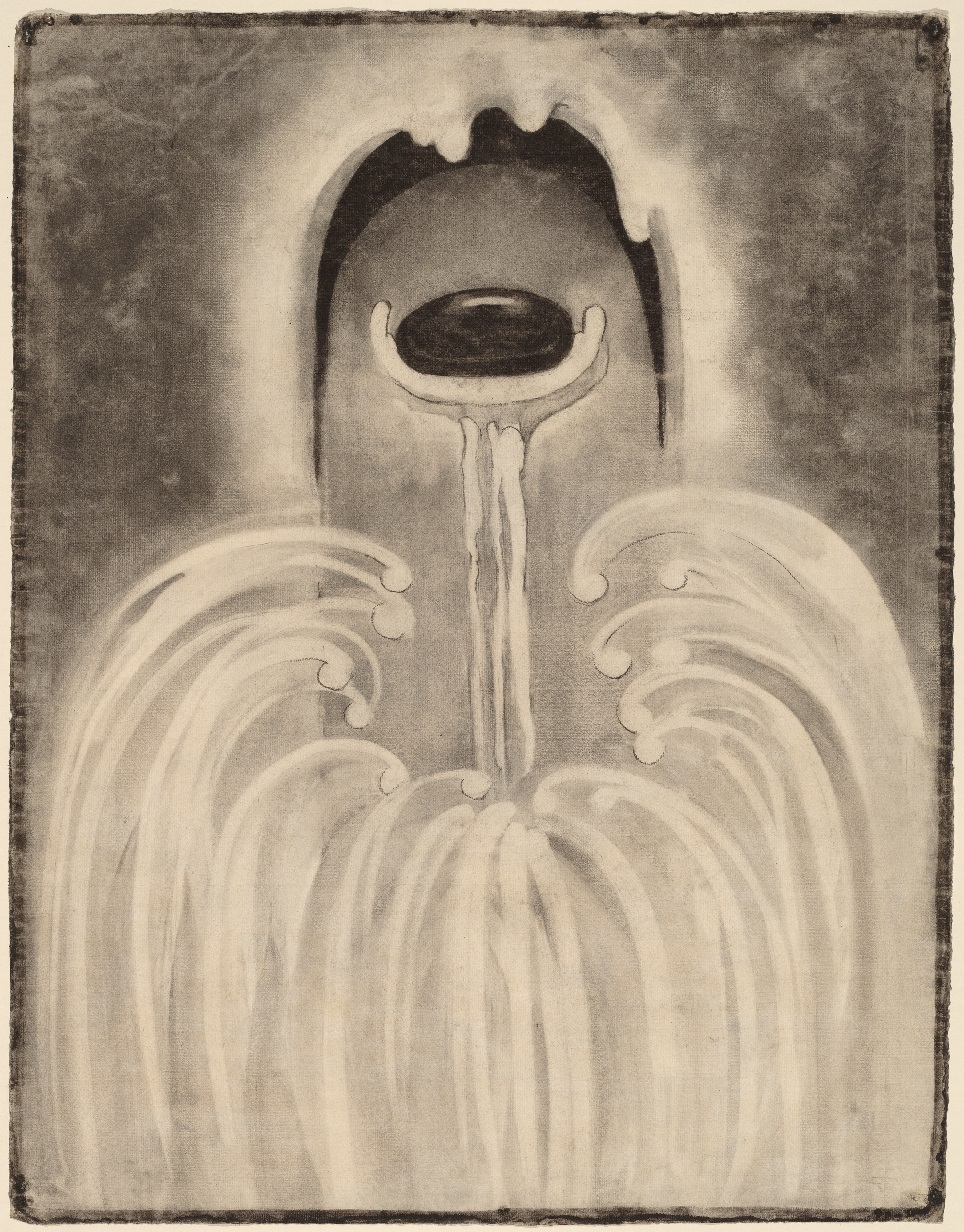
O'Keeffe, Dibuix núm. 2 – Especial, 1915, carbó sobre paper, 60 × 46.3 cm, National Gallery of Art

Georgia O'Keeffe es va presentar per primera vegada al gran públic, l'any 1916 en una exposició de dibuixos fets mitjançant la tècnica del carbonet a la Galeria 291 d'Alfred Stieglitz.
L'any 1917, va visitar el seu germà Alexis en un campament militar a Texas, abans que fos enviat a Europa a la Primera Guerra Mundial. Allà, va pintar The Flag, una de les seves primeres obres, en la qual hi expressa la seva angoixa al voltant de la guerra.
En la seva estada a Texas, va exercir de professora a la ciutat de Canyon, alhora que mantenia una correspondència amb Alfred Stieglitz que la mantenia al corrent de les noves tendències artístiques que s'exposaven a la Galeria 291. O'Keeffe, per la seva banda, li feia arribar noves aquarel·les de coloració intensa, com Canyon with crows (1917).

Georgia O’Keeffe: Canyon with Crows, 1917, aquarel·la i grafit sobre paper, Georgia O'Keeffe Museum

Stieglitz va dedicar a O'Keeffe la darrera exposició de la Galeria 291, que es veuria afectada per l'imminent enderrocament de l'edifici, la pintora va viatjar a Nova York, on va ser fotografiada per primera vegada per Stieglitz, amb motiu de la inauguració de la seva exposició abans d'instal·lar-se definitivament a la ciutat per dedicar-se plenament a la pintura l'any 1918.

### Nova York
Un cop a la ciutat, la seva relació amb Stieglitz es va anar estrenyent cada vegada més. L'artista va posar per a nus fotogràfics de Stieglitz, que es van exposar l'any 1921 a les Galeries Anderson i van causar escàndol,

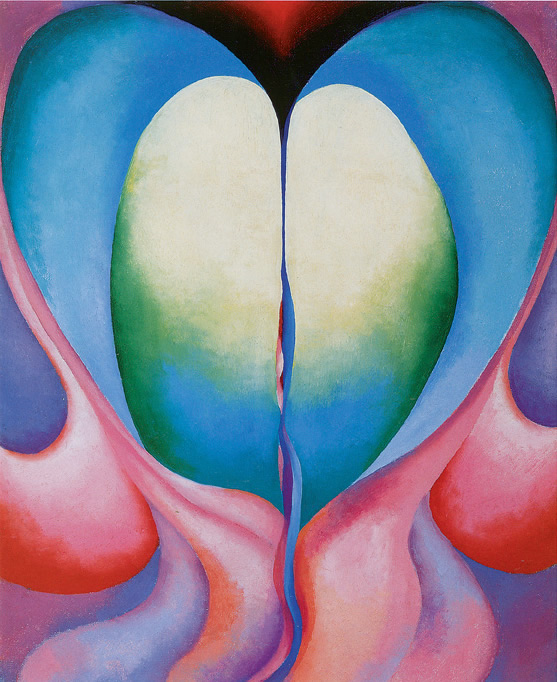
Georgia O'Keeffe's Series 1, No. 8, 1919. Oil on canvas, 20 × 16 in. (50.8 × 40.6 cm). Städtische Galerie im Lenbachhaus, Múnic

A partir d'aleshores, es recolzaran mútuament en el seu respectiu art. Geòrgia es converteix en la musa de Stieglitz que li farà més de 350 retrats. Per la seva banda, Geòrgia va conèixer diversos artistes modernistes del cercle d'amics de Stieglitz, com ara Arthur Dove, Marsden Hartley, John Marin i Edward Steichen. Essent membre activa d'aquest cercle va anar trobant el seu camí i va optar per dedicar-se a la pintura a l'oli, abandonant l'aquarel·la, inspirant-se en les formes naturals observades de prop. També s'interessa en els edificis de Nova York. Els seus temes preferits són el paisatge urbà i els gratacels, així com els primers plans de flors tractades al límit de l'abstracció. La proximitat física directa als fenòmens de la natura, l'estilització de la seva bellesa i el fet literal de "ficar el nas" en les coses caracteritzen els retrats de flors de Georgia O'Keeffe. Sobre què la movia a pintar flors, O'Keeffe va respondre, l'any 1927 "Una flor és relativament petita. Tothom fa associacions amb la idea de flor […] Aleshores, em vaig dir, pintaré allò que veig, allò que la flor vol dir per a mi. Però la pintaré gran, per convèncer la gent que s'ha de prendre el temps necessari per a contemplar-la."
Els paisatges urbans, en canvi, s'erigeixen gairebé com un contrpunt a la resta de la seva obra. Al conjunt d'obres sobre aquesta temàtica, pintades entre 1925 i 1930, que s'inicia amb el quadre New York with moon (1925) s'hi manifesta una dimensió que a la resta de la seva obra amb prou feines hi apareix: el temps, alhora que efectua un retrat molt personal de la ciutat.
Stieglitz organitza diverses exposicions que aviat converteixen Georgia O'Keefe en una de les artistes més famoses dels anys 1920.

### Nou Mèxic
O'Keeffe va visitar Taos, una localitat històrica de l'estat de Nou Mèxic, l'any 1929, convidada per Mabel Dodge Luhan, l'artista va evitar en gran manera la colònia artística local, però va quedar captivada pel paisatge desèrtic de la zona. L'impacte que li va suposar el viatge va provocar la creació de l'obra The Lawrence Tree (1929). O'Keeffe va visitar i pintar l'església històrica de la missió de Sant Francesc d'Assís de Taos des d'una perspectiva única, retallada contra el cel. Aquesta primera visita a Nou Mèxic, despertaria en la pintora la passió per uns paisatges que caracteritzarien la segona meitat de la seva obra artística. L'estiu de 1930, O'Keeffe va tornar a Taos, on va recollir diversos ossos esblanqueïts que havia trobat pel desert. Va fer-se enviar aquest material a Nova York que li serviria d'inspiració per pintar diverses natures mortes.

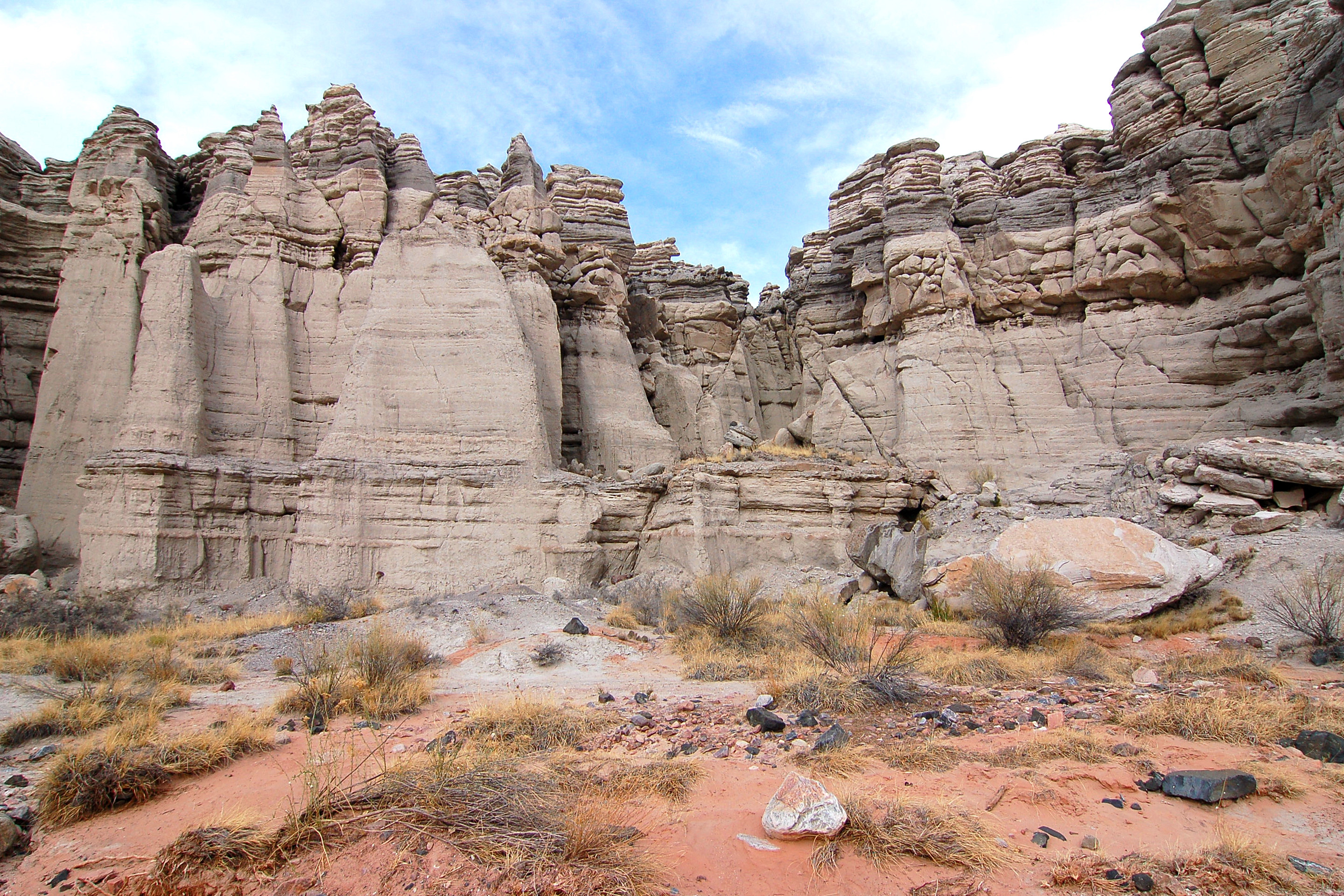
Paisatge rocós prop d'Abiquiú, NM. Georgia O'Keeffe es va referir a aquest indret com el lloc blanc.

Des d'aquell moment va passar part de gairebé cada any treballant a Nou Mèxic, però va optar per establir-se en solitari i va llogar una cabana en un ranxo a la vall del Rio Grande. Va fer de les roques i ossos del desert, de les formes arquitectòniques i paisatgístiques distintives de la zona els subjectes principals de la seva obra.

O'Keeffe no va treballar des de finals de 1932 fins a mitjans de la dècada del 1930, ja que va patir diverses crisis nervioses i va ser ingressada en un hospital psiquiàtric.L'any 1936 va completar el que seria un dels seus quadres més coneguts, Summer Days. Representa una escena del desert amb un crani de cérvol al centre i flors silvestres vibrants, una temàtica semblant a la que havia emprat l'any anterior pel quadre Ram's Head White Hollyhock and Little Hills (1935).

#### Abiquiú
L'any 1945 va comprar una casa de terrissa abandonada al llogaret d'Abiquiú i la va rehabilitar per convertir-la en el seu estudi. Un any després, el MoMA va dedicar per primera vegada una retrospectiva a una dona artista. En aquesta mostra es van incloure diverses de les obres de la seva etapa a Nou Mèxic, que es trobava en plena efervescència creativa. O'Keeffe va incloure elements de la seva casa d'Abiquiú, especialment el pati i la porta d'entrada, en les seves pintures, com ara Patio VIII (1950). Altres obres destacades d'aquest període són Ladder to the Moon (1958) i la sèrie de paisatges de núvols, com Sky above the Clouds a mitjans de la dècada del 1960, inspirats en les vistes des de la finestra d'un avió.

### Les flors com a element d'erotisme femení
Les pintures de flors d'O'Keeffe poden tenir vincles simbòlics amb la imatgeria vulvar. En la mitologia egípcia, les flors de lotus són un símbol de l'úter, i en la mitologia índia, són símbols directes de les vulves.
El marxant d'art Samuel Kootz va ser un dels crítics d'O'Keeffe que, tot i que la considerava "l'única dona artista destacada" (en paraules de Marilyn Hall Mitchell), va considerar que l'expressió sexual a la seva obra (i a la d'altres artistes) era artísticament problemàtica.
O'Keeffe es va mantenir en contra de les interpretacions sexuals de la seva obra, i durant cinquanta anys va mantenir que no hi havia cap connexió entre les vulves i la seva obra d'art. En contra d'algunes de les crítiques, O'Keeffe va declarar: "Quan la gent llegeix símbols eròtics a les meves pintures, realment està parlant de la seva pròpia mirada." 

## Llegat
O'Keeffe es va anar transformat en una llegenda des de la dècada de 1920, coneguda tant pel seu esperit independent i model femení com per les seves obres d'art dramàtiques i innovadores. Tot i que les seves obres poden mostrar elements de diferents moviments modernistes, com el surrealisme i el precisió, la seva obra estableix el seu propi estil. Va rebre una acceptació sense precedents com a dona artista del món de les belles arts gràcies a les seves poderoses imatges gràfiques i pel fet de ser una de les primeres artistes nord-americanes a practicar l'abstracció pura.

## Galeria d'imatges

O'Keeffe, Untitled – vas de flors, 1903–1905, aquarel·la sobre paper, Georgia O'Keeffe Museum
O'Keeffe, Canna vermella, 1915, aquarel·la sobre paper, 19.4 per 13.0 polzades (49.2 × 33.0 cm), Yale University Art Gallery
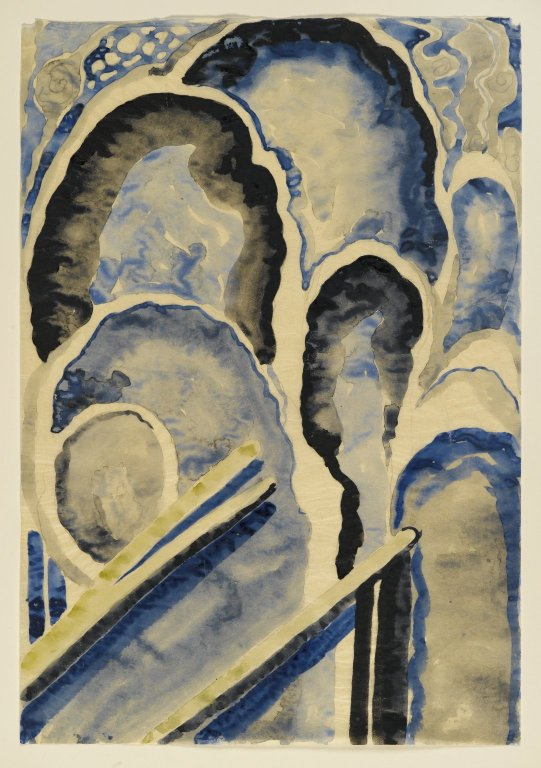
O'Keeffe, Blau #1, 1916, aquarel·la i grafit sobre paper, Brooklyn Museum
O'Keeffe, Alba, 1916, aquarel·la sobre paper
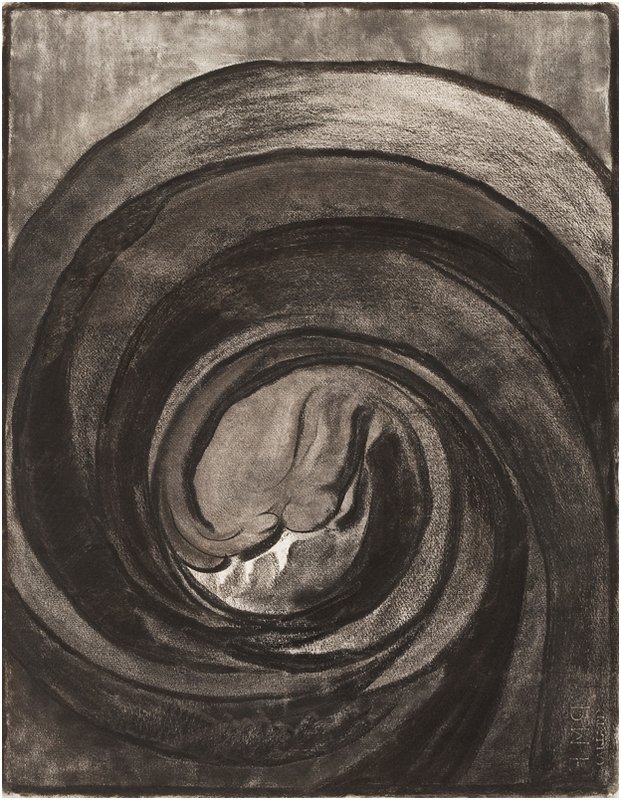
O'Keeffe, Núm. 8 – Especial, 1916, Whitney Museum of Art
O'Keeffe, L'arribada de llum des de les planes Núm. II, 1917, aquarel·la sobre paper imprès, 11 7⁄8 per 8 7⁄8 polzades (30 × 23 cm), Amon Carter Museum of American Art
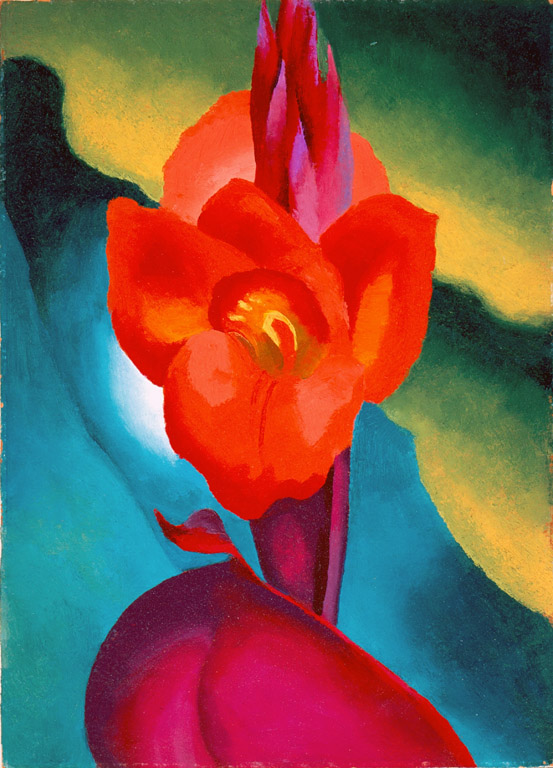
O'Keeffe, Canna vermella, 1919, oli sobre taula, High Museum of Art, Atlanta
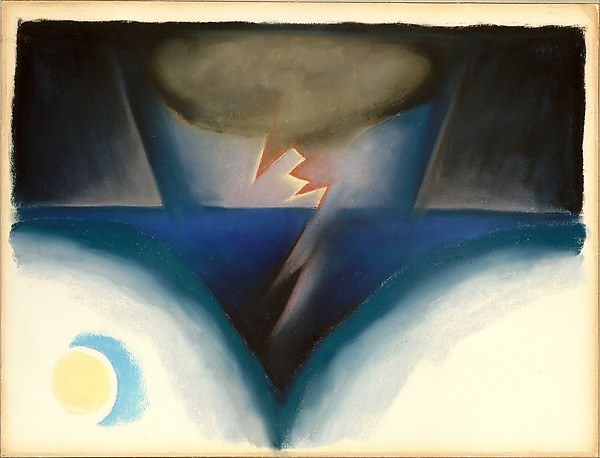
O'Keeffe, Una tempesta, 1922, pastel sobre paper, muntat en una il·lustració sobre taula, 18.3 per 24.4 polzades (46.4 × 61.9 cm) Metropolitan Museum of Art